# Pont d'Askøy
Le pont d'Askøy est un pont suspendu entre Askøy et Bergen en Norvège.
Le pont a été construit en 1992, et il a la plus longue portée principale en Norvège (850 m).

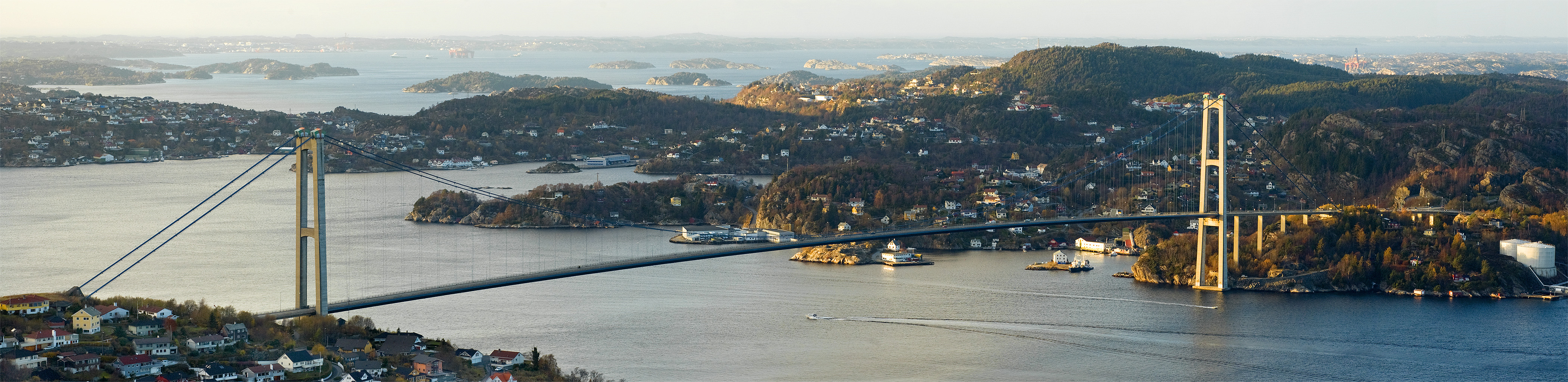
Le pont d'Askøy, reliant Askoy et Bergen